# Club Atlético Estudiantes de La Tablada
El Club Atlético Estudiantes de La Tablada es una entidad deportiva situada en el Barrio La Tablada, en la Ciudad de San Fernando del Valle de Catamarca.
Su actividad principal es el fútbol y en la actualidad se encuentra en la Primera División de la Liga Catamarqueña de Fútbol.
Entre los hitos más importantes de su historia se encuentra la obtención del Torneo Anual 2015 y haber disputado el Torneo del Interior 2013 y el Torneo Federal C 2016.

## Historia
El 1 de agosto de 1951, en el popular Barrio La Tablada, se fundaba el Club Atlético Estudiantes de La Tablada, el nombre del club se refiere a los estudiantes del barrio. El color de la institución fue por el Club Estudiantes de La Plata. Su primer presidente fue Ricardo Brizuela, que tuvo un mandato de 15 años (1951-1966).
En el año 1966, Estudiantes de La Tablada se afilia a la Liga Catamarqueña de Fútbol, iniciando en el torneo de Segunda División de dicho año.
El 7 de diciembre de 2012, el Pincha obtuvo su primer título en la Primera División de la Liga Catamarqueña, tras consagrarse campeón del Petit Torneo, al derrotar a Sarmiento por 4-2 en la definición por penales, en los 90' habían igualado 1 a 1. Logrando así su primera clasificación a un torneo de AFA, más precisamente el Torneo del Interior 2013.
El 10 de octubre de 2015 se consagró campeón por primera vez en un torneo largo de la Liga Catamarqueña, al derrotar por 4 a 1 a Rivadavia de Huillapima. En ese torneo había arrancado perdiendo los primeros 2 partidos y luego estuvo 11 partidos sin conocer la derrota, que lo llevó a ser el campeón.
El 2 de noviembre de 2022, en Chumbicha, Estudiantes derrotó por 3 a 1 a San Martín y se quedó con el Torneo Clausura 2022, en dónde jugó 8 partidos (7 victorias y 1 derrota). De esta manera volvió a gritar campeón luego de 7 años.
El 16 de junio de 2023, regresó a Primera División luego de 5 años y medio, tras quedarse con el Torneo Apertura y el primer bicampeonato en su historia.

## Torneo del Interior 2013
Estudiantes jugaba por primera vez un Torneo de AFA, de la mano de Raúl "Picadillo" Vega, clasificado tras haber ganado el Petit Torneo 2012.
En ella integra el grupo 22 junto a Américo Tesorieri Catamarca y a Unión Sportiva de Recreo. Logra el segundos lugar con 7 unidades, 3 menos que Tesorieri y la clasificación a la Segunda Fase.
Ya en la Segunda Fase le tocaba enfrentar a Estrella Roja de Chilecito, el partido de ida jugado en el Malvinas Argentinas, fue triunfo del "Pincha" por 1 a 0. El partido de vuelta, disputado en tierras riojanas el 24 de marzo de 2013, el sueño de Estudiantes se terminaba tras caer por 4 a 0.

## La obtención del Torneo Anual 2015
El 10 de octubre, Estudiantes ganaba por primera vez un torneo largo de la Liga Catamarqueña (Torneo Anual 2015).
El Pincha, que por ese entonces era dirigido por Darío "El Colo" Luján, había comenzado con el pie izquierdo, perdiendo los dos primeros partidos frente a Salta Central y Juventud Unida respectivamente.
Desde la 3° Fecha Estudiantes no paró de ganar hasta consagrarse Campeón, es decir ganó los siguientes 11 encuentros que le quedaban al torneo. 
Obtuvo importantes resultados, venció nada más ni nada menos que a Policial, su clásico rival por 5 a 1, también a San Lorenzo de Alem por 3 a 1 y a Villa Cubas por 2 a 0.
El mejor partido del Pincha en el torneo, fue frente a Defensores del Norte, que hasta ese entonces era el líder del campeonato, ganándole por 4 a 0.
El goleador de Estudiantes y del torneo fue Matías Delgado Bustamante con 12 tantos.

### El camino al título
| Jornada  | Fecha            | Equipo local      | Resultado | Equipo visitante     |
| Fecha 1  | 6 de julio       | Estudiantes       | 1 - 2     | Juventud Unida       |
| Fecha 2  | 10 de julio      | Salta Central     | 1 - 0     | Estudiantes          |
| Fecha 3  | 17 de julio      | Estudiantes       | 3 - 1     | San Lorenzo de Alem  |
| Fecha 4  | 24 de julio      | Estudiantes       | 2 - 0     | Villa Cubas          |
| Fecha 5  | 31 de julio      | Parque Daza       | 1 - 4     | Estudiantes          |
| Fecha 6  | 15 de agosto     | Estudiantes       | 5 - 1     | Atlético Policial    |
| Fecha 7  | 23 de agosto     | Sarmiento         | 0 - 1     | Estudiantes          |
| Fecha 8  | 29 de agosto     | Estudiantes       | 1 - 0     | Independiente        |
| Fecha 9  | 5 de septiembre  | Américo Tesorieri | 0 - 1     | Estudiantes          |
| Fecha 10 | 12 de septiembre | Estudiantes       | 4 - 0     | Defensores del Norte |
| Fecha 11 | 19 de septiembre | Ferrocarriles     | 1 - 3     | Estudiantes          |
| Fecha 12 | 25 de septiembre | Estudiantes       | 4 - 2     | Vélez Sarsfield      |
| Fecha 13 | 10 de octubre    | Estudiantes       | 4 - 1     | Rivadavia (H)        |

## Torneo Federal C 2016
El "Pincha" venía entonado, con 11 partidos invictos y era considerado uno de los favoritos de los equipos de Catamarca. El equipo era dirigido por Darío Luján, que perdió a varias piezas claves que fueron fundamentales en el Torneo Anual 2015.
Integró la Zona 27 junto a Tesorieri (Catamarca), Defensores de Esquiú (Piedra Blanca) e Independiente (San Antonio).
Fue un torneo pésimo para Estudiantes, que de 18 puntos solo sacó 2, además el DT Darío Luján renunció en la 4° Fecha tras caer por 2 a 0 frente a Tesorieri.

## A un paso del Bicampeonato
Luego de la frustrada experiencia en el Federal C del año 2016, Estudiantes apostaba a quedarse con el Apertura de ese año con la incorporación de Marcelo Cano como nuevo entrenador del Pincha. Integraba la Zona B junto a Sarmiento, Ferrocarriles, San Lorenzo de Alem, Salta Central, Chacarita y Juventud Unida.
La clasificación a Semifinales fue de manera agónica, ya que igualó en el último minuto de juego frente a Ferro de Chumbicha.
En semifinales jugó un verdadero partidazo frente a Defensores del Norte, en el que había iniciado perdiendo, pero en pocos minutos Estudiantes daba vuelta el partido y se ponía 3 a 1, y antes de finalizar el primer tiempo Defensores tuvo la chance de descontar mediante los doce pasos, pero el disparo fue afuera.
En el complemento, "Defe" lograría el descuento pero no le alcanzó, Estudiantes ganó ese encuentro por 3 a 2 y se clasificaba a una nueva Final.
el 12 de junio de 2016, Estudiantes quedó a un paso de coronarse campeón y conseguir el Bicampeonato.
Esa tarde el Pincha, igualó 0 a 0 frente a Independiente, pero lamentablemente cayó en los penales por 5 a 4. Otra desilusión más para el Pincha.

## De la gloria a la nada
Luego de haber disputado la Final del Apertura, Estudiantes tenía otro certamen para disputar: era el Torneo Integración (organizado por las Ligas Catamarqueña y Chacarera), en ese torneo, el Pincha quedaba eliminado en el primer partido, tras perder frente a Juventud Unida de La Falda por 2 a 0 en el Malvinas Argentinas y nuevamente se caía otro sueño.
Luego de eso llegaba el Torneo Anual, en donde Estudiante terminó en el 11° lugar con 17 puntos.
Estudiantes llegaba con buenas aspiraciones en el 2017, en donde llegó hasta las Semifinales del Apertura, tras perder 1 a 0 frente a Villa Cubas.
Más tarde, llegaba el Torneo Preparación, en donde el Pincha compartía la Zona A junto a Policial, Chacarita y Parque Daza. En donde sólo consiguió 3 puntos y quedó eliminado.
Y por último debía jugar el Torneo Anual, en el cual iba a haber 5 descensos. El Pincha que volvió a jugar muy mal y para el colmo sufrió la renuncia de Marcelo Cano, que luego sería reemplazado por Hernán Bustamante, consiguió tan sólo 7 puntos y por lo tanto descendió a la B.
En el año 2018, Estudiantes disputó la Superliga del Valle Central en donde integró la Zona E, junto a La Tercena, Juventud Unida de La Falda y Parque Daza. El Pincha clasificó a cuartos de final tras haber quedado segundo en su zona. Pero en la siguiente ronda no le fue como esperaba, ya que cayó 9 a 1 en el global frente a Salta Central.
Disputa el campeonato de Primera B de la Liga Catamarqueña de Fútbol.

## Estudiantes campeón del Clausura
En la temporada 2022, comenzó el primer semestre con el pie izquierdo, ya que en el Torneo Anual terminó en la 8ª posición de 9 equipos. Mientras que en el segundo semestre fue todo lo contrario, ya que se pudo coronar como campeón con 2 fechas de anticipación. El Pincha ganó 7 de 8 partidos y de esta manera fue el campeón sacando 5 puntos de diferencia sobre el segundo.
Segundo "Suri" Gutiérrez fue el goleador del torneo con 8 tantos.
Por otro lado Estudiantes junto a Defensores del Norte se convirtieron en los primeros equipos de la Liga Catamarqueña en volver a participar del Torneo Provincial, luego de varios años.

## Campeón por primera vez en el fútbol femenino
El 30 de octubre de 2022, el conjunto femenino de Estudiantes se consagró campeón por primera vez, tras vencer en penales al Club Fiel (3-0), luego de haber igualado en 0 en los 90 minutos reglamentarios.
La campaña de las chicas fueron de 17 partidos en total (12 victorias, 2 empates y 3 derrotas), con 29 goles a favor y tan solo 7 goles en contra.
A su vez, Estudiantes se convirtió en el primer equipo de la Liga Catamarqueña en disputar el Torneo Provincial de Fútbol Femenino.

## Estudiantes Bicampeón por primera vez
Tras haber participado del Torneo Provincial 2023, dónde no fue como lo esperaba, el Pincha se propuso como objetivo conseguir el ascenso si o si. La campaña comenzó en Huillapima, con una victoria por 2 a 0 sobre Independiente, la campaña fue bastante buena con 5 victorias, 2 empates y 1 derrota.
Finalmente el 16 de junio en el Estadio Malvinas Argentinas, Estudiantes logró el tan ansiado ascenso y quedándose con el Torneo Anual 2023, aunque cayó derrotado por 2 a 1 frente a Rivadavia de Huillapima, también fue el equipo que más goles convirtió (20 goles) y el que menos tantos recibió (6 goles). El goleador del equipo y del torneo fue David Lucero con 9 goles.

## Palmarés
| Títulos locales (6)  | Títulos locales (6)                                                   | Títulos locales (6) |
| Competición          | Títulos                                                               |                     |
| -------------------- | --------------------------------------------------------------------- | ------------------- |
| Primera División (2) | Petit Torneo 2012 y Anual 2015.                                       |                     |
| Primera B (5)        | Anual 1972, Anual 1975, Clausura 1978, Clausura 2022 y Apertura 2023. |                     |

## Presidentes
| Presidente         | Período       |
| Ricardo Brizuela   | 1951-1966     |
| Ricardo Rodríguez  | 1954-1955     |
| Ricardo Brizuela   | 1955-1963     |
| Luis Nieva         | 1963-1979     |
| Agustín Nieva      | 1979-1990     |
| Dora Nieva         | 1990-1994     |
| Benedo Nieva       | 1994-1999     |
| Julio César Ibáñez | 1999-2002     |
| Héctor Zárate      | 2002-2005     |
| Carlos Bazán       | 2012-2024     |
| Walter Yapura      | 2024-presente |

## Rivalidades
Estudiantes mantiene rivalidad con el Club Atlético Policial, en el cual disputan el "Clásico de La Tablada".
También tiene rivalidad con el Club Atlético Vélez Sarsfield y el Club Atlético Independiente de la Capital.

## Historial

### Liga Catamarqueña
Equipos en actividad
| Rival                        | PJ  | PG  | PE  | PP  | GF   | GC   | DG   |
| ---------------------------- | --- | --- | --- | --- | ---- | ---- | ---- |
| Américo Tesorieri            | 70  | 12  | 14  | 44  | 74   | 156  | -82  |
| Atlético Policial            | 66  | 8   | 11  | 47  | 76   | 167  | -91  |
| Chacarita                    | 113 | 39  | 29  | 45  | 215  | 229  | -14  |
| Club Fiel                    | 6   | 5   | 0   | 1   | 11   | 3    | 8    |
| Defensores del Norte         | 57  | 10  | 7   | 40  | 70   | 142  | -72  |
| Deportivo Valle Chico        | 8   | 4   | 2   | 2   | 14   | 12   | 2    |
| Ferrocarriles (Chumbicha)    | 25  | 4   | 6   | 15  | 33   | 57   | -24  |
| Independiente (Capital)      | 81  | 18  | 19  | 44  | 114  | 184  | -70  |
| Independiente (Huillapima)   | 10  | 4   | 2   | 4   | 12   | 15   | -3   |
| Juventud Unida de Santa Rosa | 78  | 20  | 9   | 49  | 107  | 198  | -91  |
| Liberal Argentino            | 8   | 4   | 1   | 3   | 10   | 8    | 2    |
| Parque Daza                  | 110 | 51  | 18  | 41  | 227  | 205  | 22   |
| Rivadavia (Huillapima)       | 10  | 4   | 3   | 3   | 15   | 13   | 2    |
| Salta Central                | 38  | 6   | 3   | 29  | 41   | 111  | -70  |
| San Isidro (Nueva Coneta)    | 2   | 0   | 1   | 1   | 2    | 4    | -2   |
| San Lorenzo de Alem          | 63  | 10  | 15  | 38  | 76   | 206  | -130 |
| San Martín (Chumbicha)       | 3   | 2   | 0   | 1   | 10   | 6    | 4    |
| Sarmiento                    | 62  | 12  | 13  | 37  | 68   | 155  | -87  |
| Vélez Sarsfield              | 49  | 10  | 8   | 31  | 55   | 108  | -59  |
| Villa Cubas                  | 62  | 8   | 12  | 42  | 60   | 179  | -119 |
| Total                        | 921 | 231 | 173 | 517 | 1290 | 2158 | -868 |

Equipos desaparecidos y/o desafiliados
| Rival                 | PJ | PG | PE | PP | GF  | GC  | DG  |
| --------------------- | -- | -- | -- | -- | --- | --- | --- |
| Atlético Nueva Coneta | 16 | 11 | 4  | 1  | 46  | 27  | 19  |
| Deportivo Argentino   | 4  | 0  | 0  | 4  | 5   | 14  | -9  |
| Deportivo Sumalao     | 19 | 5  | 8  | 6  | 50  | 44  | 6   |
| Deportivo Unión       | 13 | 1  | 2  | 10 | 27  | 55  | -28 |
| Ferro (Nueva Coneta)  | 13 | 4  | 3  | 6  | 28  | 31  | -3  |
| Tiro Federal          | 4  | 2  | 1  | 1  | 18  | 6   | 12  |
| Total                 | 71 | 25 | 17 | 29 | 174 | 177 | -3  |

### Otras ligas
| Rival                                | PJ | PG | PE | PP | GF | GC | DG |
| ------------------------------------ | -- | -- | -- | -- | -- | -- | -- |
| Atlético La Tercena                  | 2  | 1  | 0  | 1  | 3  | 3  | 0  |
| Coronel Daza (Banda de Varela)       | 2  | 0  | 0  | 2  | 4  | 7  | -3 |
| Defensores de Esquiú (Piedra Blanca) | 2  | 0  | 1  | 1  | 3  | 4  | -1 |
| Independiente (San Antonio)          | 2  | 0  | 0  | 2  | 1  | 4  | -3 |
| Juventud Unida (La Falda)            | 3  | 0  | 2  | 1  | 1  | 3  | -2 |
| Sportivo Villa Dolores               | 2  | 0  | 0  | 2  | 1  | 4  | -3 |
| Unión Sportiva (Recreo)              | 2  | 2  | 0  | 0  | 8  | 2  | 6  |
| Total                                | 15 | 3  | 3  | 9  | 21 | 27 | -6 |

## Datos del club

### Datos del club en AFA
- Participaciones en Torneo del Interior: 1
- Participaciones en Torneo Federal C: 1
- Mejor puesto en campeonatos oficiales de AFA: Primera Eliminatoria (Torneo del Interior 2013)
- Peor puesto en campeonatos oficiales de AFA: Fase de grupos (Torneo Federal C 2016)

### Goleadas

#### A favor
- En Torneos Locales:
  - 13-2 a Deportivo Sumalao en 1975.

- En Torneo Nacionales:
  - 6-2 a Unión Sportiva de Recreo en 2013.

#### Empates
- En Torneos Locales:
  - 5-5 a Chacarita en 1967.
  - 5-5 a Independiente (Capital) en 1970.

#### En contra
- En Torneos Locales:
  - 0-11 vs. Villa Cubas en 2009.
  - 0-11 vs. Defensores del Norte en 2024.

- En Torneo Nacionales:
  - 0-4 vs. Estrella Roja de Chilecito en 2013

- En Torneos Provinciales:
  - 1-5 vs. Defensores del Norte en 2023.